# Миёси, Акира
Аки́ра Миёси (яп. 三善晃; 10 января 1933, Токио, Япония — 4 октября 2013, там же) — японский композитор и педагог.

## Биография
Учился в Токийском университете. Затем продолжил обучение в Парижской консерватории у Анри Дютийё и Раймона Галлуа-Монбрена. Вернулся в Японию в 1957 году. В 1965 году стал профессором в школе музыки Тохо-Гакуэн. В творчестве отдавал предпочтение симфонической музыке. Писал музыку к кино.

## Сочинения
- опера «Ундины» (1959)
- опера «Далёкий парус» (1999)

## Награды
- Орден Академических пальм